# 叶海亚·戈尔穆哈马迪
叶海亚·戈尔穆哈马迪（波斯語：یحیی گلمحمدی，Yahya Golmohammadi，1971年3月19日— ），伊朗足球运动员，司职后卫，目前效力于伊朗足球超级联赛球會沙巴電池。他終其一生都主要效力伊朗國內聯賽球會，並沒有投身海外聯賽。他代表過國家隊上陣74場，但要遲至2006年才獲國家隊徵召入伍出戰世界杯。